# اسکور مدیا اند گیمینگ
اسکور مدیا اند گیمینگ (انگلیسی: Score Media and Gaming Inc.) شرکت سرگرمی کانادایی است، که در سال ۲۰۱۲ تأسیس شد. 